# Corrado Stajano
Corrado Stajano (Cremona, 24 settembre 1930) è un giornalista, scrittore, sceneggiatore, regista e politico italiano.

## Biografia
Laureato in Giurisprudenza all'Università degli Studi di Milano, è stato collaboratore, redattore, inviato della rivista Il Mondo di Mario Pannunzio, di Tempo illustrato, Panorama, Il Giorno, Il Messaggero. Dal 1987 al 2003 è stato articolista e inviato del Corriere della Sera. Dal 2003 al 2006 ha tenuto una rubrica sul'Unità. Dal gennaio 2010 scrive di nuovo sul Corriere della Sera. Ha lavorato a lungo per la Rai, autore di documentari televisivi di argomento politico, sociale, culturale. Tra gli altri: In nome del popolo italiano; Le radici della libertà; Nascita di una formazione partigiana, tutti con Ermanno Olmi. E poi: La repubblica di Salò (con Gianfranco Campigotto) e La forza della democrazia (con Campigotto e Marco Fini), dalla strage di piazza Fontana del 1969 al terrorismo. 
Professore a contratto nella Facoltà di Scienze politiche dell'Università degli Studi di Padova nell'anno accademico 1985-1986, senatore della Repubblica come indipendente nelle liste del Partito Democratico della Sinistra nella XII legislatura (1994-1996). Ha fatto parte della Commissione parlamentare antimafia.
Compare nel ruolo di se stesso nel film Aprile di Nanni Moretti, in una scena nella quale il regista romano lo intervista sulla sua esperienza da parlamentare, e sulla sua decisione di non ricandidarsi alle successive elezioni.
Nel 2014 Passaggi Festival gli assegna il Premio "Andrea Barbato" per il giornalismo.
Nel 2022 riceve il Premio speciale alla carriera della Fondazione Il Campiello per l'insieme della sua opera.

## Opere
- La città rossa, Milano, Ceschina, 1962.
- Il sovversivo. Vita e morte dell'anarchico Serantini, Torino, Einaudi, 1975; Pisa, BFS, 2002, ISBN 88-86389-69-8; Collana La Cultura n.1217, Milano, Il Saggiatore, 2019, ISBN 978-88-428-2543-2.
- La pratica della libertà, ritratto critico di Franco Antonicelli, in Franco Antonicelli, La pratica della libertà. Documenti, discorsi, scritti politici 1929-1974, Torino, Einaudi, 1976.
- La forza della democrazia. La strategia della tensione in Italia (1969-1976), con Marco Fini, Torino, Einaudi, 1977.
- Africo. Una cronaca italiana di governanti e governati, di mafia, di potere e di lotta, Torino, Einaudi, 1979; ripubblicato con uno scritto inedito, Collana La Cultura n.945, Il Saggiatore, Milano, 2015, ISBN  978-88-428-2144-1.
- Terremoto. Le due Italie sulle macerie del Sud: volontari e vittime, camorristi e disoccupati, notabili e razzisti, borghesi e contadini, emigranti e senzatetto, con Giovanni Russo, Milano, Garzanti Editore, 1981.
- L'Italia nichilista. Il caso di Marco Donat Cattin, la rivolta, il potere, Milano, Arnoldo Mondadori Editore, 1982; Torino, Einaudi, 1992, ISBN 88-06-12936-8.
- Morte di un generale: l'assassinio di Carlo Alberto dalla Chiesa, la mafia, la droga, il potere politico (con Pino Arlacchi, Giorgio Bocca, Nicola Cattedra, Camilla Cederna, Marcello Cimino, Alberto Dall'Ora, Antonio Ferrari, Antonio Padalino, Giuliana Saladino e Marcello Sorgi), Milano, Mondadori, 1982.
- Mafia. L'atto d'accusa dei giudici di Palermo, a cura di, Roma, Editori Riuniti, 1986, ISBN 88-359-2954-7.
- Un eroe borghese. Il caso dell'avvocato Giorgio Ambrosoli assassinato dalla mafia politica, Collana Gli struzzi n.411, Torino, Einaudi, 1991, ISBN 88-06-12501-X; con uno scritto di Cesare Garboli, Collana La Cultura n.1010, Il Saggiatore, Milano, 2016, ISBN 978-88-428-2234-9.
- Il disordine, Torino, Einaudi, 1993. ISBN 88-06-12855-8.
- La cultura italiana del Novecento, a cura di, 3 voll., Roma-Bari, Laterza, 1996.
- Promemoria. Uno straniero in patria tra Campo de' Fiori e Palazzo Madama, Milano, Garzanti, 1997, ISBN 88-11-73922-5. (Premio Viareggio)[4]
- Ameni inganni. Lettere da un paese normale, con Gherardo Colombo, Milano, Garzanti, 2000, ISBN 88-11-73882-2.
- Patrie smarrite. Racconto di un italiano, Milano, Garzanti, 2001, ISBN 88-11-59725-0; Postfazione di Paolo Di Stefano, Collana La Cultura n.1122, Milano, Il Saggiatore, 2018, ISBN 978-88-428-2425-1.
- I cavalli di Caligola. L'Italia riveduta e corretta, Milano, Garzanti, 2005, ISBN 88-11-59767-6.
- Pinelli. La diciassettesima vittima, con Amedeo Bertolo, Camilla Cederna, Pier Carlo Masini, Pisa, BFS, 2006, ISBN 978-88-89413-16-6.
- Maestri e Infedeli. Ritratti del Novecento, Milano, Garzanti, 2008, ISBN 978-88-11-68082-6.
- La città degli untori. [Alla ricerca del cuore e dell'anima di una metropoli], Milano, Garzanti, 2009, ISBN 978-88-11-68362-9, Premio Bagutta; Collana La Cultura, Milano, Il Saggiatore, 2020, ISBN 978-88-428-2759-7.
- L'Italia ferita. Storie di un popolo che vorrebbe vivere secondo le regole della democrazia, Pordenone, Cinemazero, 2010, ISBN 978-88-904011-1-4.
- La stanza dei fantasmi. Una vita del Novecento, Collana Narratori moderni, Milano, Garzanti, 2013, ISBN 978-88-11-68295-0.
- Destini. Testimonianze di un mondo perduto,  Milano, Archinto, 2014, ISBN 978-88-7768-669-5; nuova ed. col titolo Destini. Vite di un mondo perduto, Collana La Cultura, Milano, Il Saggiatore, 2023, ISBN 978-88-428-3274-4.
- Eredità, Collana La piccola cultura n.100, Milano, Il Saggiatore, 2017, ISBN 978-88-42-82345-2.
- Sconfitti, Collana La Cultura, Milano, Il Saggiatore, 2021, ISBN 978-88-428-3050-4.

## Documentari
- La fatica di leggere, 1970
- Un giorno in cascina, 1970
- In nome del popolo italiano, 1971
- Le radici della libertà, 1972
- Nascita di una formazione partigiana, 1973
- La Repubblica di Salò, 1973
- La forza della democrazia, 1977
- L'Italia del boom, 1979
- L'industria culturale in Italia, 1986
- Milano, una città del mondo, 1988
- Un eroe borghese, 1991